# Monorail de l'aéroport de Londres Gatwick
Le monorail de l'aéroport de Londres Gatwick (en anglais : Gatwick Airport Shuttle) sert à transporter les passagers du terminal nord au terminal sud de l'aéroport de Londres Gatwick. Il est mis à disposition gratuitement.
Ce monorail plus pratique et plus spacieux que les des bus-navettes qu'elle remplace, fut installé en 2010 conçu par l'entreprise canadienne Bombardier Transport.

## Galerie

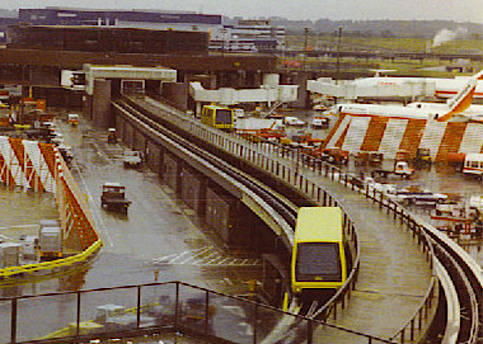
Ancienne et défunte ligne en 1988.
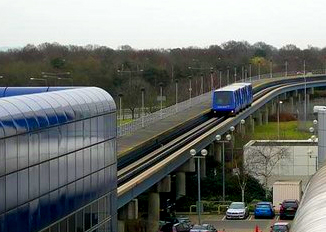
Monorail circulant entre le terminal nord et le terminal sud en 2008; les navettes et les stations ont été remplacées depuis.
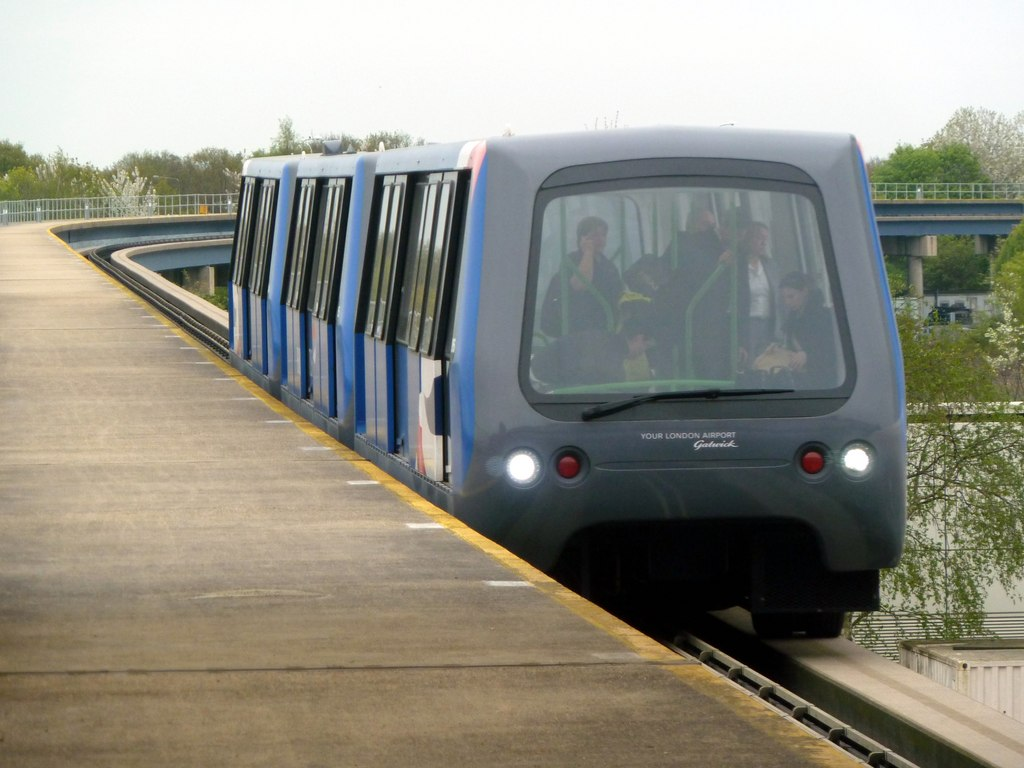
Monorail en 2011.
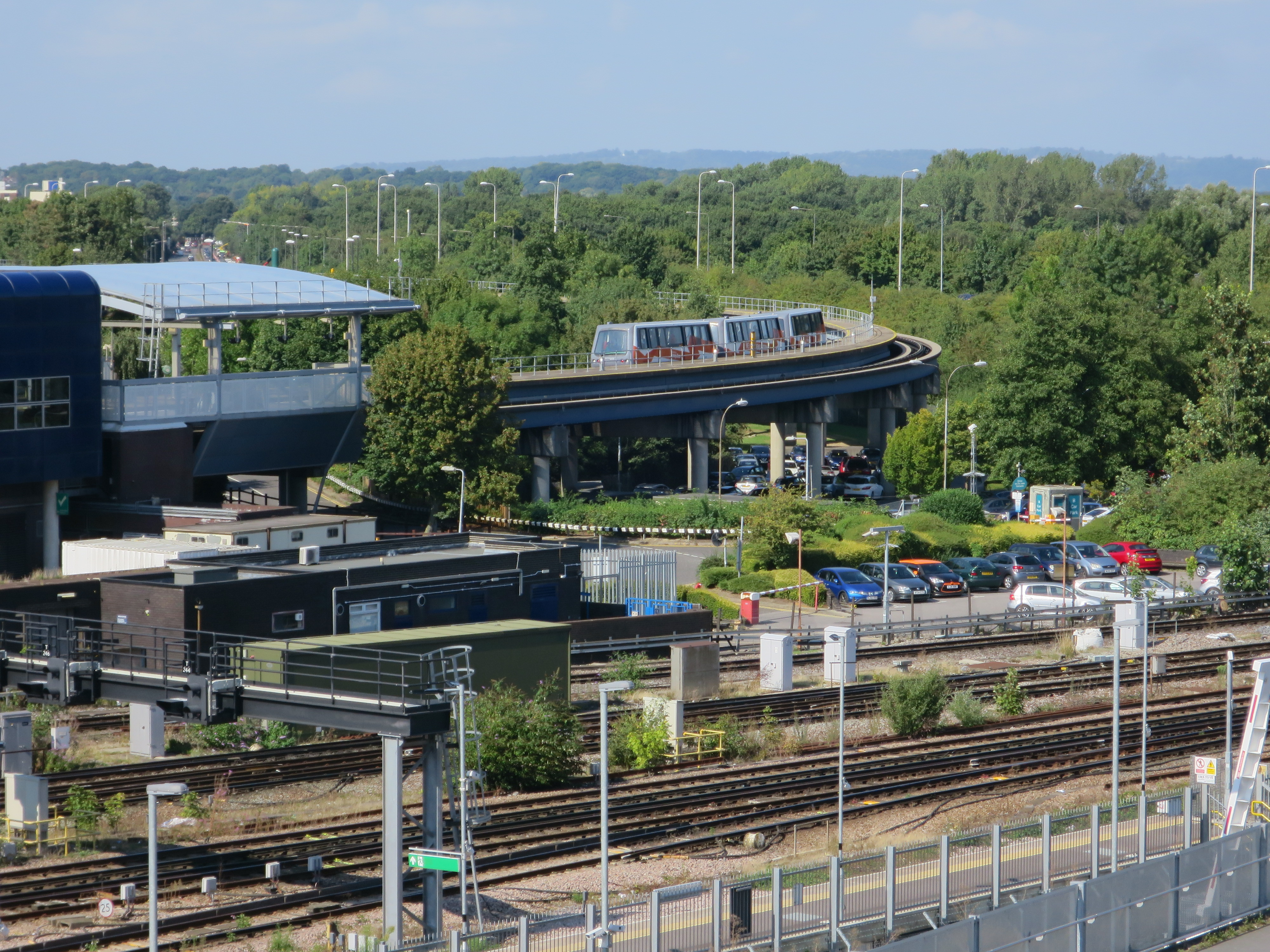
Station South Terminal en 2016 avec vue sur les voies de la gare de Gatwick Airport.
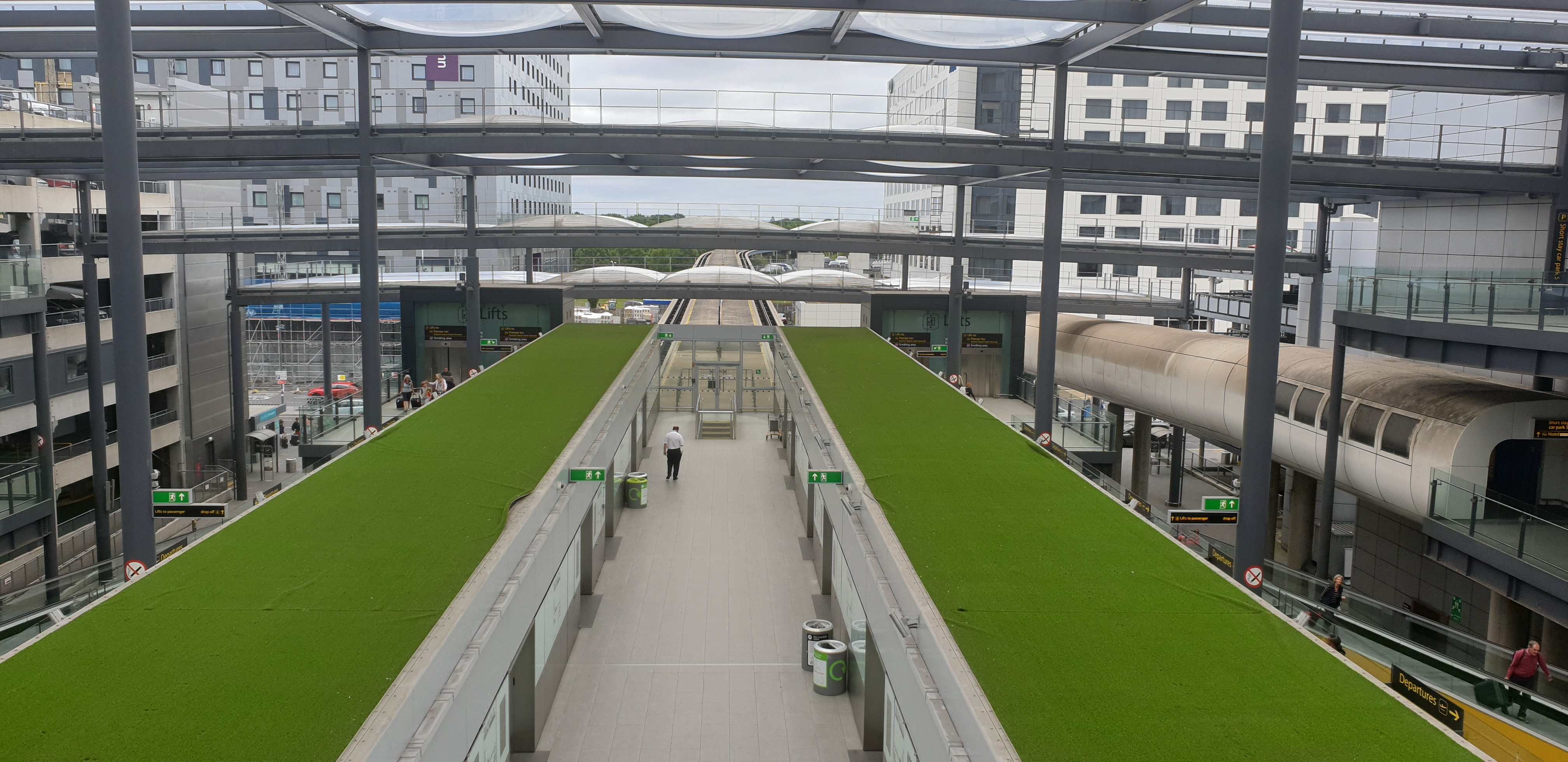
Vue aérienne de la station North Terminal de jour.
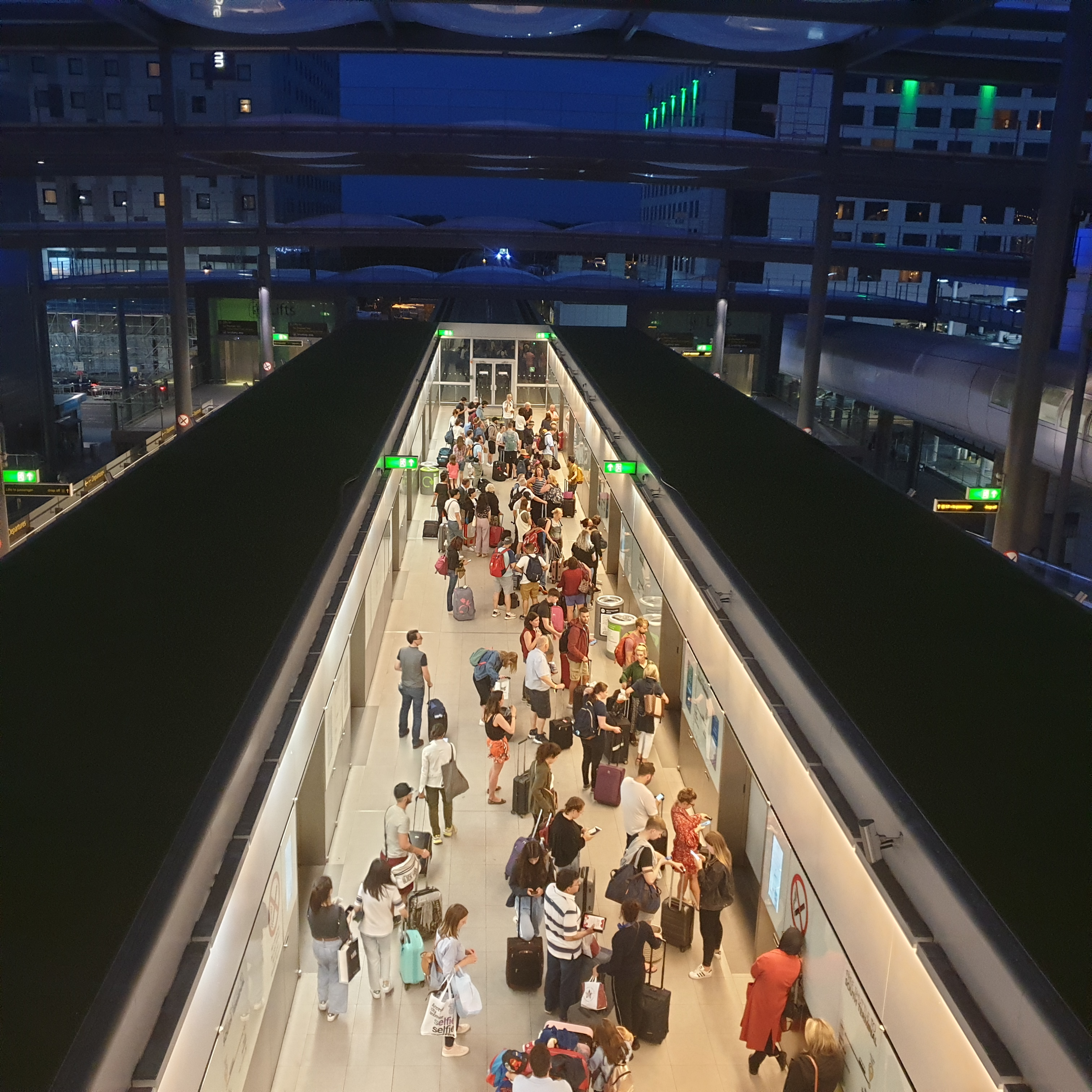
Vue aérienne de la station North Terminal de nuit.